# Achyrocline crassiuscula
Achyrocline crassiuscula là một loài thực vật có hoa trong họ Cúc. Loài này được (Malme) Deble & Marchiori mô tả khoa học đầu tiên năm 2005.